# Fafnir

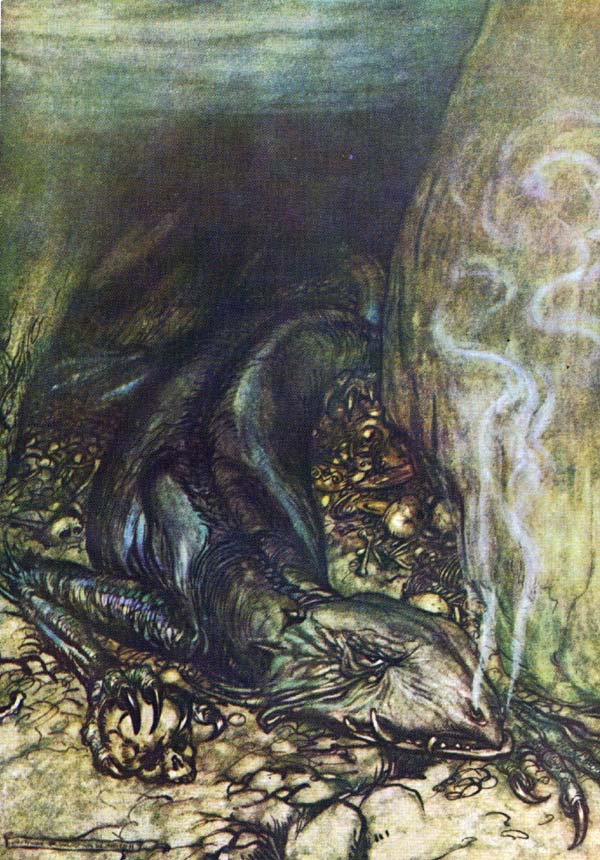
Fafnir guardando seu tesouro, pintura de Arthur Rackham para para a ópera Siegfried.

Na mitologia nórdica, Fafnir é o filho do rei anão Hreidmar e irmão de Regin e Otaro. 
Na Saga dos Volsungos, ele é um anão com um braço poderoso e uma alma sem medo. Certo dia, Loki vê Otaro - filho de Hreidmar - com um peixe, o confunde com uma lontra e o mata. Após Otaro ser morto, Hreidmar recebe o Andvarinaut como recompensa, um anel amaldiçoado. Fafnir e Regin matam seu pai pelo ouro, mas Fafnir decide tomar posse completa do tesouro e se torna um dragão. Regin envia seu aprendiz Siegfried para matá-lo, e o jovem parte para a toca do inimigo. Siegfried então mata o dragão Fafnir com um golpe de sua espada Gram, e se banha com o sangue do inimigo para ter invulnerabilidade, exceto por um dos ombros, coberto por uma folha. Regin então pede a Sigurdo o coração de Fafnir, e Siegfried também bebe um pouco do sangue do dragão, ganhando a habilidade de entender a língua dos pássaros. Os pássaros o alertam para matar Regin, que tramava a morte do jovem. Siegfried cumpre o pedido, mata Regin e consome o coração de Fafnir, recebendo o dom da sabedoria.
- Sua história consta nas quatro óperas de Richard Wagner conhecidas como O Anel do Nibelungo (Der ring des Nibelungen), sob nome Fafner. Entretanto, começa como um gigante ao invés de anão, antes de se transformar em dragão.